# روخنا
روخنا (به لهستانی:  Ruchna) یک روستا در لهستان است که در گمینا لیو واقع شده‌است. روخنا ۲۰۰ نفر جمعیت دارد.